# Михальчина Слобода
Миха́льчина Слобода́ (укр. Михальчина-Слобода) — село в Новгород-Северском районе Черниговской области Украины. Население — 389 человек. Занимает площадь 1,7 км².
Почтовый индекс: 16020. Телефонный код: +380 4658.

## Власть
Орган местного самоуправления — Михальчино-Слободский сельский совет. Почтовый адрес: 16015, Черниговская обл., Новгород-Северский р-н, с. Михальчина Слобода, ул. Центральная, 50.